# Toromoja
Toromoja é uma vila localizada no Distrito Central em Botswana. Possuía, em 2011, uma população estimada de 710 habitantes.